# Борский заказник
Бо́рский заказник — биологический заказник республиканского значения, созданный в 1979 году для сохранения представителей растительного и животного мира, включённых в Красную книгу Белоруссии, а также мест произрастания клюквы болотной в естественных условиях. Заказник находится на территории Ганцевичского и Лунинецкого районов Брестской области Белоруссии. В 2007 году заказнику был присвоен статус республиканского.
В год в заказнике собирают около 500 тонн клюквы. Из-за её обилия Борский заказник иногда называют клюквенным.

## Описание
Заказник общей площадью 2818 га (1587 га — в Ганцевичском и 1231 га — в Лунинецком районах) расположен на болоте Пустошь-Добролуцкое, в бассейне реки Лань. В северной части преобладают болота переходного типа, в южной — верховые. Территория заказника представлена плоскими и плоскогривистыми аллювиальными террасированными ландшафтами с чёрно-ольшанниками, болотами, лугами и плоско-вогнутой озёрно-болотной низменностью. В рельефе встречаются одиночные дюнные холмы. Растительность болотного и лесоболотного типов. Преобладают багульниковые и сфагновые сосняки. Основные лесообразующие породы — сосна, дуб, ель, осина, кустарник. Из-за близкого залегания грунтовых вод почва в основном торфянисто-глеевая и торфяно-болотно-глеевая. Из редких видов, занесённых в Красную книгу произрастают клюква мелкоплодная и ива черничная. В границах заказника обитают четыре вида редких птиц: чёрный аист, чёрный коршун, малая и большая выпь.

## Использование
Заказник является объектом экологического туризма. Для туристов проводятся экскурсии по территории. В строго установленные сроки разрешается собирать ягоды.